# ولف ۳۵۹
ولف ۳۵۹ یک کوتوله سرخ در صورت‌فلکی شیر و نزدیک دائرةالبروج است. این ستاره با فاصلهٔ حدود ۷٫۹ سال نوری یکی از نزدیک‌ترین ستاره‌ها به خورشید است. با وجود این فاصلهٔ نزدیک، قدر ظاهری‌اش ۱۳٫۵۴ است و بنابراین فقط با تلسکوپ‌های به نسبت بزرگ دیده می‌شود. نزدیکی این ستاره با زمین باعث شده‌است تا در بسیاری از کارهای تخیلی به آن اشاره شود.
ولف ۳۵۹ یکی از کم‌نورترین و سبک‌ترین ستاره‌های شناخته شده‌است. دمای لایهٔ نورسپهر آن، لایه‌ای بیرونی که نور از آن تابیده می‌شود، ۲۸۰۰ کلوین است. این دما برای شکل‌گیری و دوام ترکیبات شیمیایی به اندازهٔ کافی پایین است. خطوط جذبی ترکیباتی مثل آب یا اکسید تیتانیوم (II) در طیف این ستاره مشاهده شده‌است.  میدان مغناطیسی سطح این ستاره از میانگین میدان مغناطیسی خورشید قوی‌تر است. این میدان مغناطیسی قدرتمند به همراه جریان‌های همرفتی سطحی، باعث فعالیت‌های مغناطیسی‌ای می‌شود که ولف ۳۵۹ را به یک ستارهٔ شراره‌دار تبدیل کرده‌است که می‌تواند برای چندین دقیقه دستخوش درخشش‌های ناگهانی شود. این شراره‌ها، فوران‌های قوی پرتو گاما و پرتو ایکس می‌تابانند که تلسکوپ‌های فضایی آن‌ها را ثبت کرده‌اند.

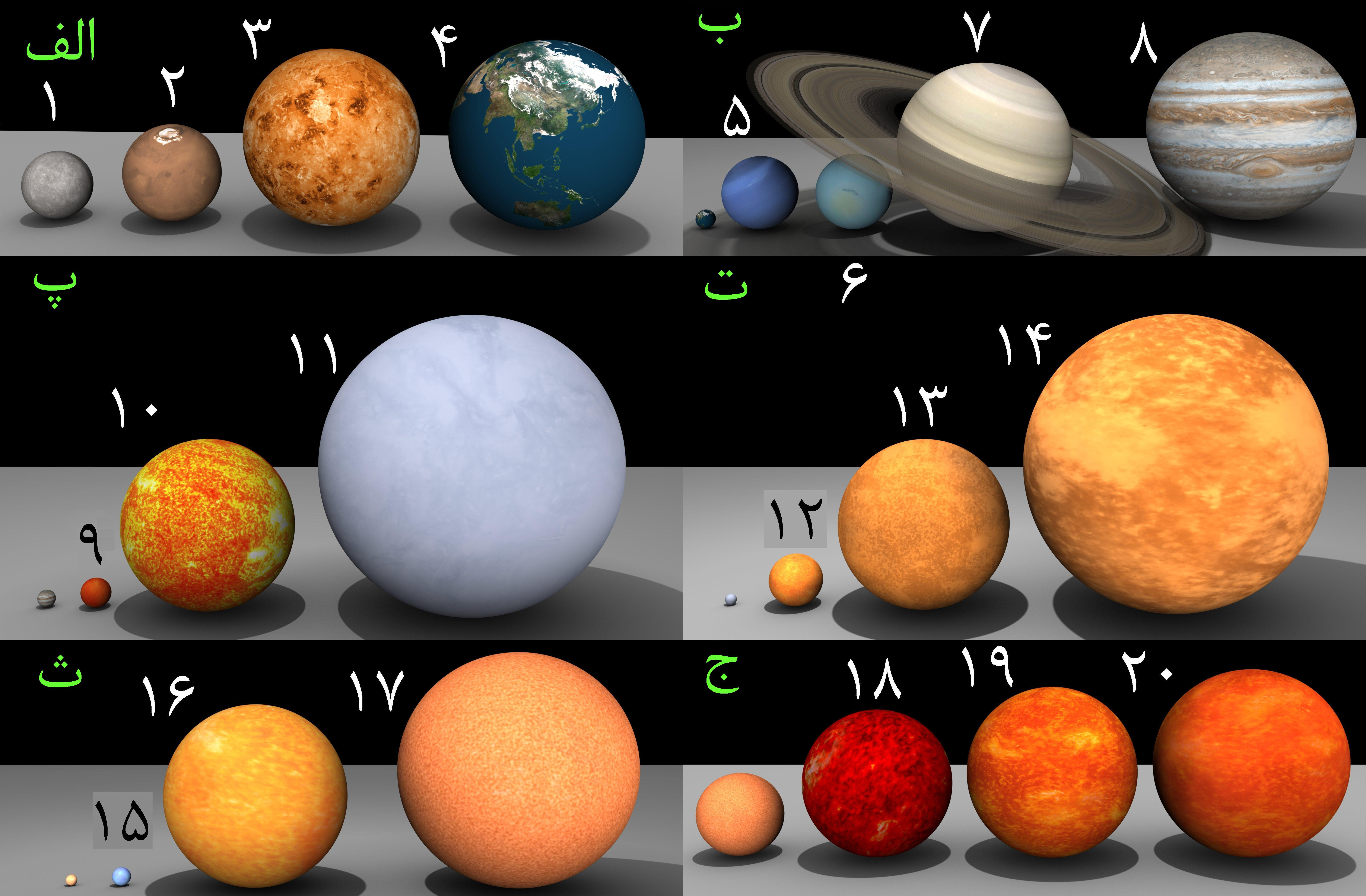
هم‌سنجی سیاره‌های منظومه خورشیدی با تعدادی از ستاره‌های مشهور: الف: زمین (۴) > ناهید (۳) > مریخ (۲) > تیر (۱) ب: مشتری (۸) > زحل (۷) > اورانوس(۶) > نپتون (۵) > زمین (بدون شماره) پ: شباهنگ (۱۱) > خورشید (۱۰) > ولف ۳۵۹ (۹) > مشتری (بدون شماره) ت: دبران (۱۴) > نگهبان شمال (۱۳) > رأس پیکر پسین (۱۲) > شباهنگ (بدون شماره) ث: ابط‌الجوزا (۱۷) >قلب عقرب (۱۶) > پای شکارچی (۱۵) > دبران (بدون شماره) ج: وی‌وای سگ بزرگ (۲۰) >وی‌وی قیفاووس (۱۹) > مو قیفاووس (۱۸) > ابط‌الجوزا (بدون شماره)